# Lochem
Lochem este o comună și o localitate în provincia Gelderland, Țările de Jos. 

## Localități componente
Barchem, Laren, Lochem, Almen, Eefde, Epse, Gorssel, Harfsen.